# Dendrobium victoriae-reginae
Dendrobium victoriae-reginae är en orkidéart som beskrevs av August Loher. Dendrobium victoriae-reginae ingår i släktet Dendrobium, och familjen orkidéer.
Artens utbredningsområde är Filippinerna. Inga underarter finns listade i Catalogue of Life.

## Bilder

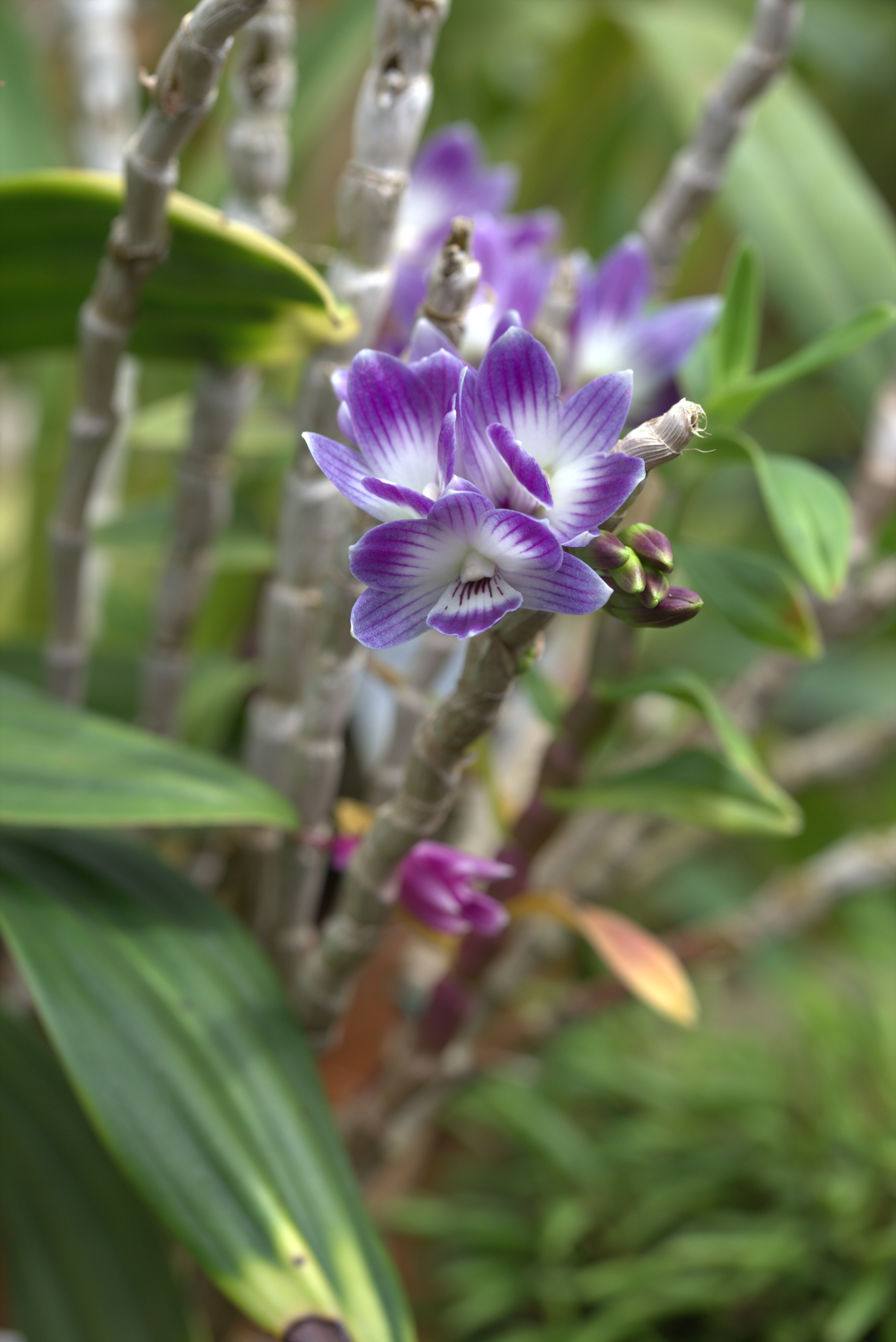
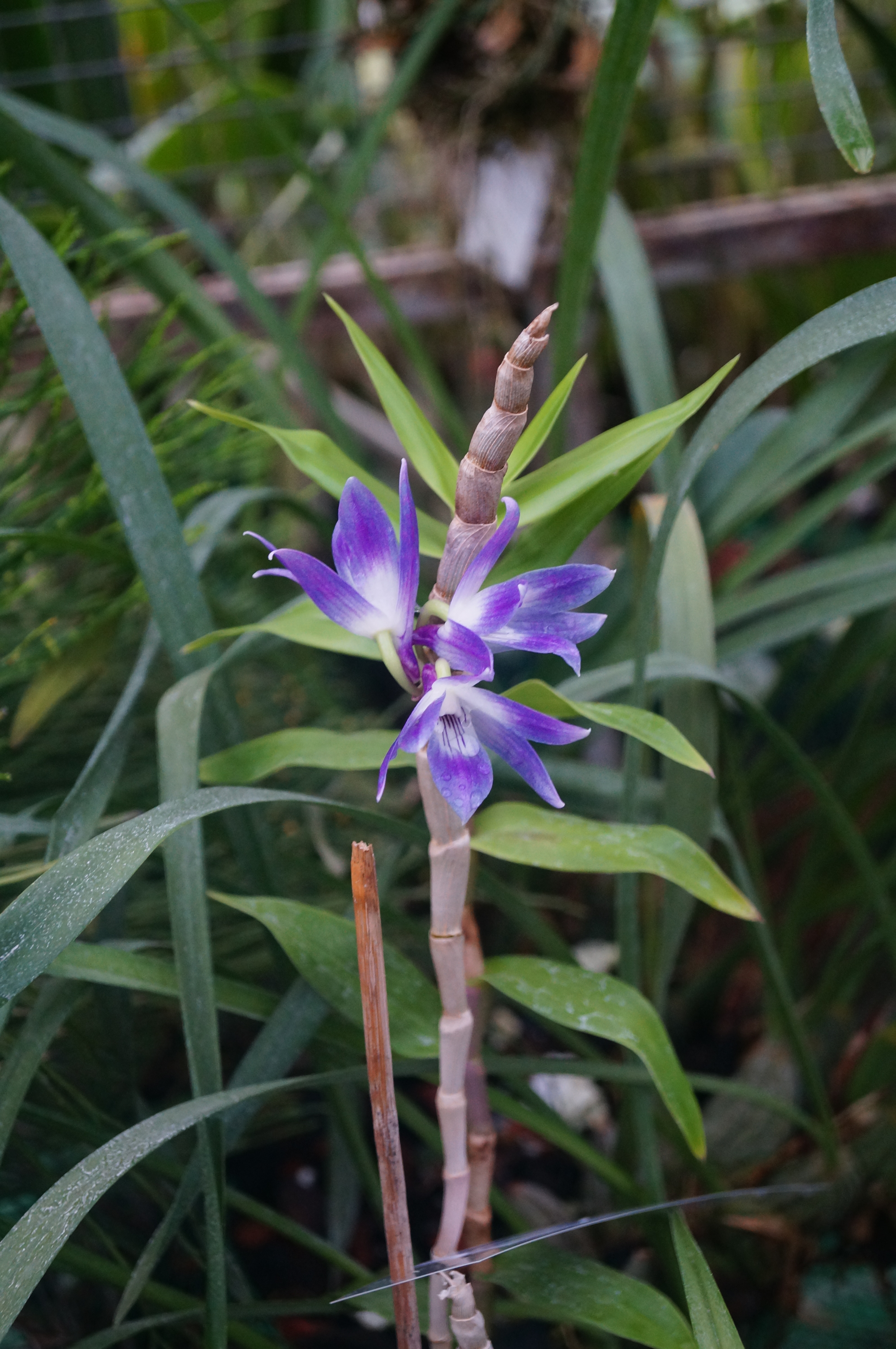
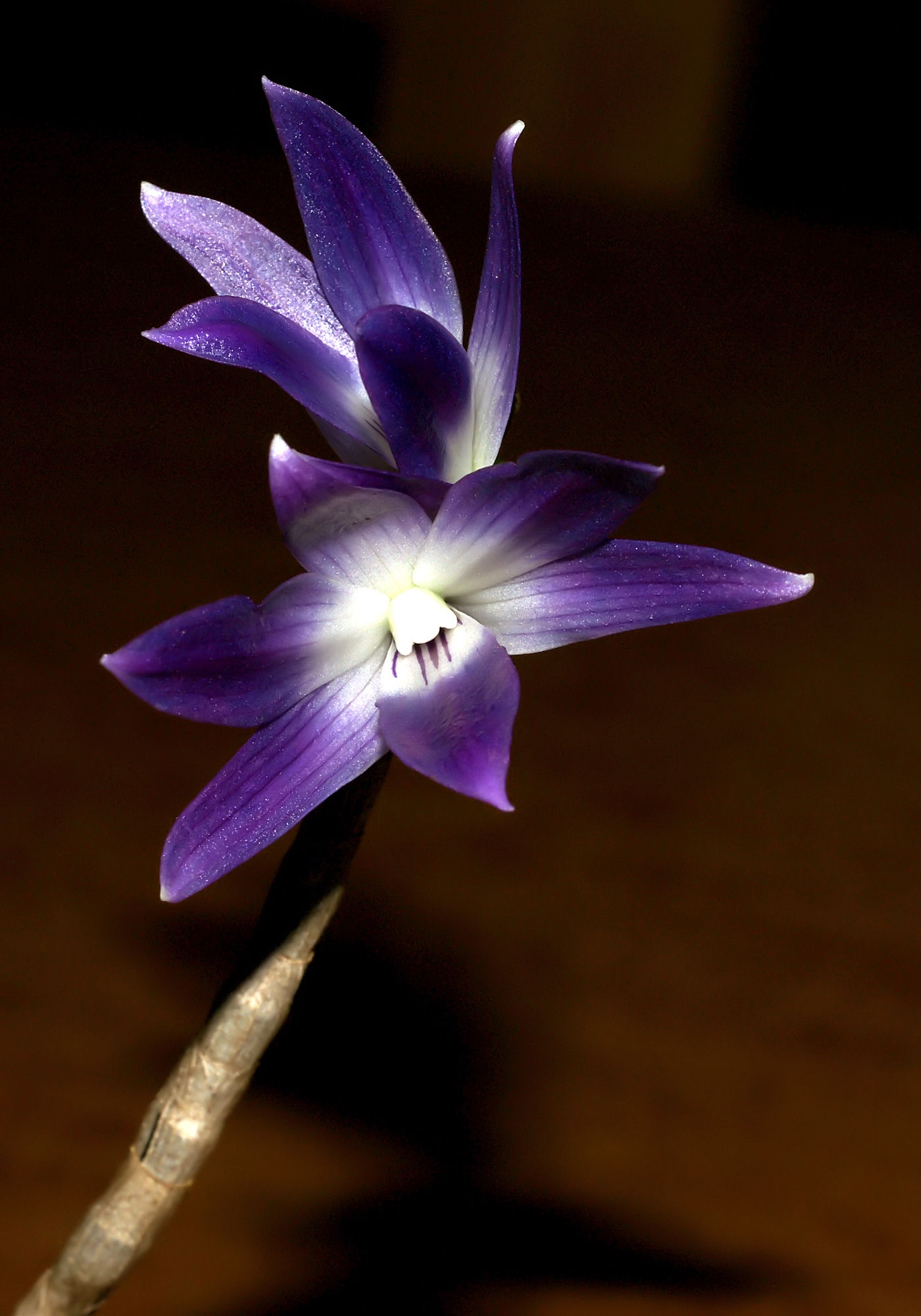
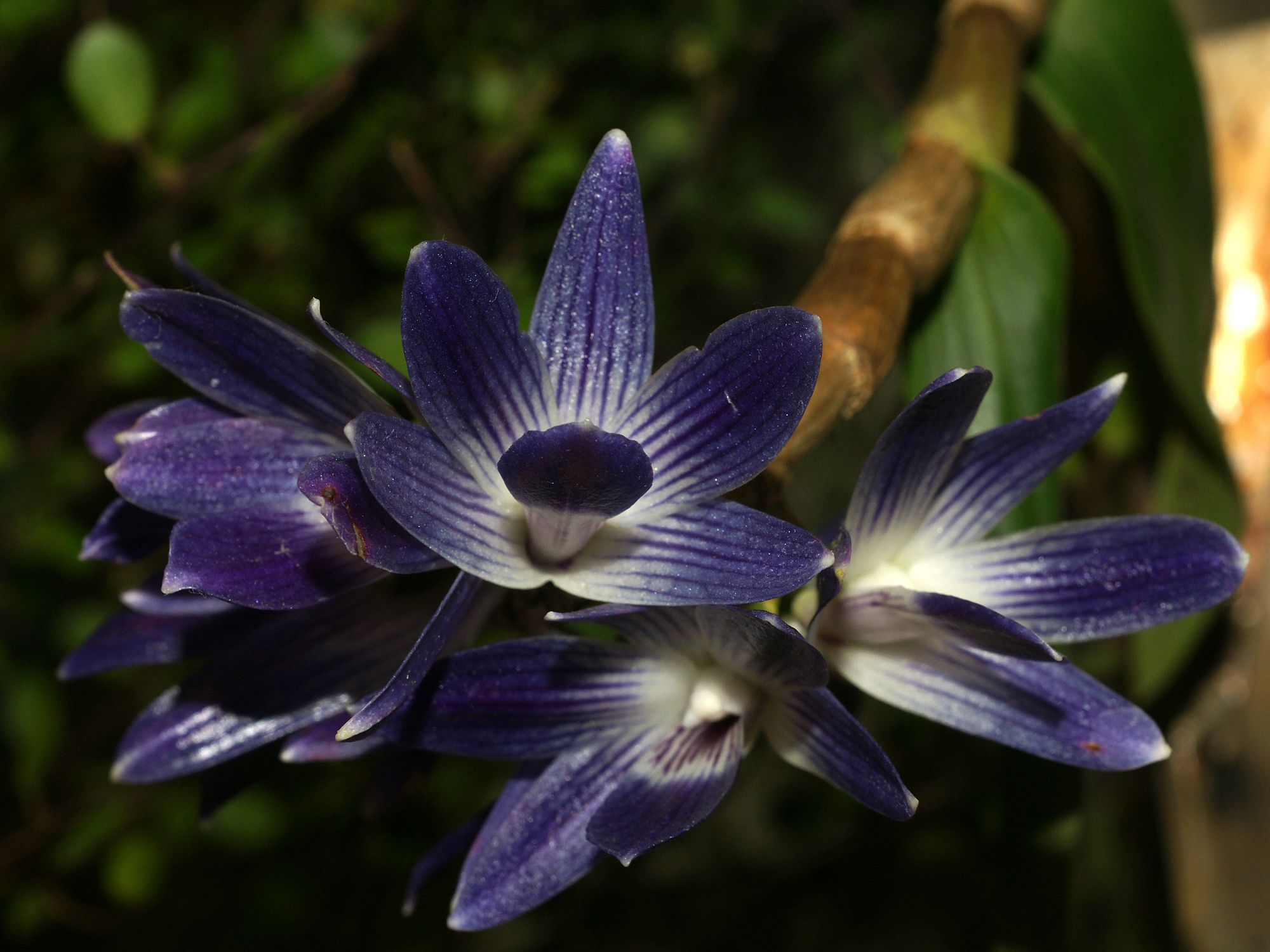
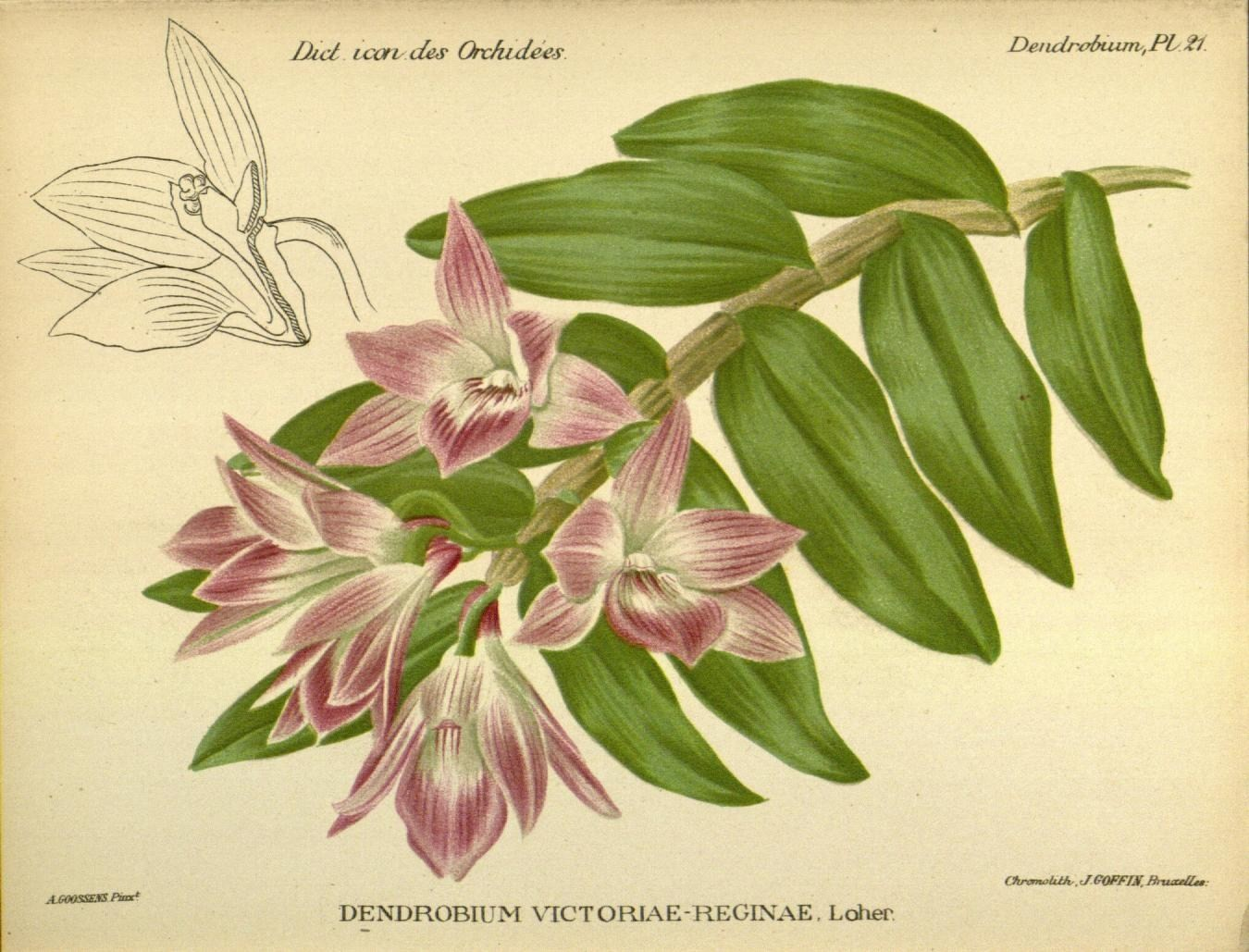